# 메클렌부르크슈베린 대공 파울 프리드리히

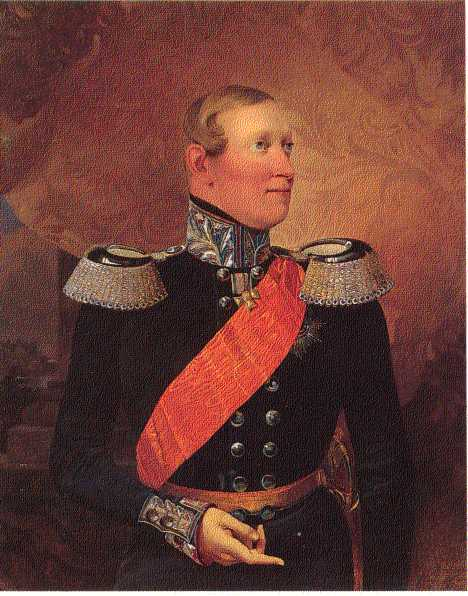
메클렌부르크슈베린 대공 파울 프리드리히

파울 프리드리히(Paul Friedrich, 1800년 9월 15일 ~ 1842년 3월 7일)은 1837년부터 1842년까지 메클렌부르크슈베린 대공으로 통치했다.